# Georg Paeschke
Georg Paeschke, auch Georg Päschke (* 17. März 1878 in Sandmühle; † 25. April 1929 in Berlin), war ein deutscher Theater- und Stummfilmschauspieler.

## Leben
Als der Sohn eines Privatiers im Jahre 1896 die Oberrealschule absolviert hatte, nahm er Unterricht bei Heinrich Oberländer und betrat am 25. April 1897 am Schillertheater als „Rudenz“ in „Wilhelm Tell“  zum ersten Male die Bretter. Seine ersten großen Erfolge bei Publikum und Presse errang er am 31. August 1899 als „Palades“.
Sein weiterer Lebensweg bis 1918 ist unbekannt, er taucht in diesem Jahr wieder als Schauspieler in Stummfilmen auf.

## Filmografie
- 1918: Erste Liebe
- 1920:	Der Todesbote
- 1920:	Der falsche Baronett
- 1925: Wallenstein
- 1926: Die Sporck’schen Jäger
- 1927:	Mata Hari
- 1928: Unter der Laterne
- 1928: Die seltsame Nacht der Helga Wangen
- 1928:	Der alte Fritz, 1. Teil: Friede
- 1928:	Sensations-Prozeß